# 484-й истребительный авиационный полк
484-й истребительный авиационный Брестский Краснознамённый полк (484-й иап) — воинская часть Военно-воздушных сил (ВВС) Вооружённых Сил РККА, принимавшая участие в боевых действиях в Великой Отечественной войне.

## Наименования полка
За весь период своего существования полк несколько раз менял своё наименование:
- 484-й истребительный авиационный полк;
- 484-й истребительный авиационный Брестский полк;
- 484-й истребительный авиационный Брестский Краснознамённый полк;
- 916-й Брестский Краснознамённый истребительный авиационный полк;
- 414-й Брестский Краснознамённый зенитно-ракетный полк;
- Полевая почта 26267.

## Создание полка
484-й истребительный авиационный полк сформирован 10 ноября 1941 года при 13-м запасном истребительном авиаполку Приволжского военного округа в г. Кузнецк Пензенской области.

## Переименование и переформирование полка
- 484-й истребительный авиационный Брестский Краснознамённый полк в феврале 1949 года был переименован в 916-й истребительный авиационный полк[1][2]
- 916-й Брестский Краснознамённый истребительный авиационный полк 16 июня 1961 года переформирован в 414-й Брестский Краснознамённый зенитно-ракетный полк[3][4]

## В действующей армии
В составе действующей армии:
- с 18 февраля 1942 года по 16 апреля 1942 года,
- с 15 июля 1942 года по 8 марта 1943 года,
- с 8 июля 1943 года по 24 сентября 1943 года,
- с 21 июня 1944 года по 8 сентября 1944 года,
- с 12 ноября 1944 года по 9 мая 1945 года.

## Командиры полка
| Звание              | Имя                          | Период                  | Примечание      |
| ------------------- | ---------------------------- | ----------------------- | --------------- |
| майор               | Шименас Альфонс Осипович     | 02.07.1942 — 21.07.1942 | погиб           |
| капитан, майор      | Мальцев Пётр Никифорович     | 22.07.1942 — 06.1943    |                 |
| майор, подполковник | Егоров Пётр Дмитриевич       | 06.1943 — 07.1944       | (14.04.1995 г.) |
| майор               | Гордеев Николай Феоктистович | 07.1944 — 09.05.1945    |                 |

## В составе соединений и объединений
| Период        | Фронт (округ)                     | армия                            | корпус                                             | дивизия                                             | примечание                                                    |
| ------------- | --------------------------------- | -------------------------------- | -------------------------------------------------- | --------------------------------------------------- | ------------------------------------------------------------- |
| 10.11.1941 г. | Приволжский военный округ         | ВВС Приволжского военного округа |                                                    | 13-й запасной истребительный авиационный полк       | Кузнецк, Саратовской области, Як-1                            |
| 05.01.1942 г. | Московский военный округ          | Резерв Ставки ВГК                |                                                    |                                                     | Монино                                                        |
| 21.01.1942 г. | Московский военный округ          | Резерв Ставки ВГК                |                                                    |                                                     | Монино, укомплектован Як-1                                    |
| 21.01.1942 г. | Московский военный округ          | Резерв Ставки ВГК                |                                                    | 3-я резервная авиационная бригада                   | Монино, Як-1                                                  |
| 01.03.1942 г. | Западный фронт                    | ВВС Западного фронта             | 5-я армия                                          | ВВС 5-й армии                                       | аэродром Ватулино, Як-1                                       |
| 12.03.1942 г. | Волховский фронт                  | ВВС Волховского фронта           | 3-я резервная авиационная группа                   |                                                     | Як-1                                                          |
| 05.04.1942 г. | Волховский фронт                  | ВВС Волховского фронта           | 1-я ударная авиационная группа                     |                                                     | Як-1                                                          |
| 16.04.1942 г. | Волховский фронт                  | ВВС Волховского фронта           | 1-я ударная авиационная группа                     |                                                     | убыл в тыл на доукомплектование                               |
| 18.04.1942 г. | Приволжский военный округ         | ВВС Приволжского военного округа |                                                    | 8-й запасной истребительный авиационный полк        | Багай-Барановка, Саратовской области, Як-1                    |
| 11.06.1942 г. | Ставка ВГК                        | Резерв Ставки ВГК                | 1-я отдельная авиационная группа                   |                                                     | Гумрак                                                        |
| 22.06.1942 г. | Южный фронт                       | 4-я воздушная армия              |                                                    | 229-я истребительная авиационная дивизия            |                                                               |
| 22.07.1942 г. | Южный фронт                       | 4-я воздушная армия              |                                                    | 216-я истребительная авиационная дивизия            |                                                               |
| 28.07.1942 г. | Северо-Кавказский фронт           | 4-я воздушная армия              |                                                    | 6-й отдельный учебно-тренировочный авиационный полк |                                                               |
| 21.08.1942 г. | Закавказский фронт                | 4-я воздушная армия              | Северная группа войск Закавказского фронта         | 229-я истребительная авиационная дивизия            |                                                               |
| 25.12.1942 г. | Закавказский фронт                | 4-я воздушная армия              | Северная группа войск Закавказского фронта         | 229-я истребительная авиационная дивизия            | переформирован за счёт эскадрильи 483-го иап                  |
| 28.01.1943 г. | Северо-Кавказский фронт           | 4-я воздушная армия              |                                                    | 229-я истребительная авиационная дивизия            |                                                               |
| 10.03.1943 г. | Приволжский военный округ         | ВВС Приволжского военного округа |                                                    | 13-й запасной истребительный авиационный полк       | доукомплектован, Кузнецк Пензенской области                   |
| 24.06.1943 г. | Степной военный округ             | Резерв Ставки ВГК                | 8-й истребительный авиационный корпус              | 323-я истребительная авиационная дивизия            | Як-1                                                          |
| 08.07.1943 г. | Западный фронт                    | 1-я воздушная армия              | 8-й истребительный авиационный корпус              | 323-я истребительная авиационная дивизия            | Як-1                                                          |
| 26.09.1943 г. | Харьковский военный округ         | Резерв Ставки ВГК                | 8-й истребительный авиационный корпус              | 323-я истребительная авиационная дивизия            | переучился на Як-9Д                                           |
| 21.06.1944 г. | 1-й Белорусский фронт             | 1-я воздушная армия              | 8-й истребительный авиационный корпус              | 323-я истребительная авиационная дивизия            | Як-9Д                                                         |
| 04.08.1944 г. | 2-й Белорусский фронт             | 4-я воздушная армия              | 8-й истребительный авиационный корпус              | 323-я истребительная авиационная дивизия            | Як-9Д                                                         |
| 09.09.1944 г. | Резерв Ставки ВГК                 |                                  | 8-й истребительный авиационный корпус              | 323-я истребительная авиационная дивизия            | Боевой работы не вёл                                          |
| 10.09.1944 г. | Резерв Ставки ВГК                 |                                  | 8-й истребительный авиационный корпус              | 323-я истребительная авиационная дивизия            | принял от 149-го иап 14 Як-9Д и 2 Як-9Т                       |
| 12.11.1944 г. | 2-й Белорусский фронт             | 4-я воздушная армия              | 8-й истребительный авиационный корпус              | 323-я истребительная авиационная дивизия            | Як-9, Як-1                                                    |
| 01.04.1945 г. | 2-й Белорусский фронт             | 4-я воздушная армия              | 8-й истребительный авиационный корпус              | 323-я истребительная авиационная дивизия            | имел в боевом составе 32 Як-9Д и Як-9Т (из них 7 неисправных) |
| 20.04.1945 г. | 2-й Белорусский фронт             | 4-я воздушная армия              | 8-й истребительный авиационный корпус              | 323-я истребительная авиационная дивизия            | получил и освоил 32 Як-9У.                                    |
| 09.05.1945 г. | 2-й Белорусский фронт             | 4-я воздушная армия              | 8-й истребительный авиационный корпус              | 323-я истребительная авиационная дивизия            | Як-9У                                                         |
| 10.06.1945 г. | Северная группа войск             | 4-я воздушная армия              | 8-й истребительный авиационный корпус              | 323-я истребительная авиационная дивизия            | Як-9У                                                         |
| 20.02.1949 г. | Северная группа войск             | 37-я воздушная армия             |                                                    | 239-я истребительная авиационная дивизия            | переименован в 916-й иап                                      |
| 01.07.1949 г. | Северная группа войск             | 37-я воздушная армия             |                                                    | 131-я истребительная авиационная дивизия            | Як-9У                                                         |
| 01.10.1949 г. | Группа советских войск в Германии | 24-я воздушная армия             | 61-й гвардейский истребительный авиационный корпус | 131-я истребительная авиационная дивизия            | Як-9У                                                         |
| 01.10.1951 г. | Прикарпатский военный округ       | 57-я воздушная армия             |                                                    | 131-я истребительная авиационная дивизия            | Як-9У                                                         |
| 16.06.1961 г. | Прикарпатский военный округ       | 57-я воздушная армия             |                                                    | 131-я истребительная авиационная дивизия            | МиГ-15, МиГ-17, переформирован в 414-й зенитно-ракетный полк  |

## Участие в операциях и битвах
- Ржевско-Вяземская операция — с 18 февраля 1942 года по 12 марта 1942 года
- Любанская наступательная операция — с 12 марта 1942 года по 18 апреля 1942 года.
- Воронежско-Ворошиловградская операция — с 22 июня 1942 года по 22 июля 1942 года.
- Донбасская операция — с 7 июля 1942 года по 24 июля 1942 года.
- Северо-Кавказская наступательная операция — с 25 июля 1942 года по 28 августа 1942 года.
- Армавиро-Майкопская операция — с 6 августа 1942 года по 17 августа 1942 года.
- Нальчикско-Орджоникидзевская операция — с 25 октября 1942 года по 12 ноября 1942 года.
- Ростовская операция — с 1 января 1943 года по 18 февраля 1943 года.
- Краснодарская операция[7] — с 9 февраля 1943 года по 8 марта 1943 года.
- Смоленская наступательная операция (Операция «Суворов»)[7] — с 7 августа 1943 года по 2 октября 1943 года
  - Спас-Деменская операция[7] — с 7 августа 1943 года по 20 августа 1943 года
  - Смоленско-Рославльская наступательная операция — с 15 сентября 1943 года по 2 октября 1943 года.
- Белорусская стратегическая наступательная операция (Операция «Багратион»)[7] — с 23 июня 1944 года по 29 августа 1944 года.
- Бобруйская операция — с 24 июня 1944 года по 29 июня 1944 года.
- Барановичская операция — с 5 июля 1944 года по 16 июля 1944 года.
- Восточно-Прусская операция — с 13 января 1945 года по 25 апреля 1945 года.
- Восточно-Померанская операция[7] — с 10 февраля 1945 года по 4 апреля 1945 года.
- Берлинская операция[7] — с 16 апреля 1945 года по 8 мая 1945 года

| Як-9 | Як-9УМ | Як-9 |

## Почётные наименования
484-му истребительному авиационному полку за отличие в боях за овладение городом Брест присвоено почётное наименование «Брестский»

## Награды
484-й Брестский истребительный авиационный полк за образцовое выполнение боевых заданий командования в боях с немецкими захватчиками при овладении городами Остероде, Дойтш-Айлау и проявленные при этом доблесть и мужество 5 апреля 1945 года награждён орденом «Боевого Красного Знамени»

## Отличившиеся воины полка
- Егоров Пётр Дмитриевич, командир полка в период с июня 1943 года по июль 1944 года, полковник в отставке, Указом Президента России 14 апреля 1995 года удостоен звания Герой России. Золотая Звезда Героя России № 144.

## Статистика боевых действий
За годы Великой Отечественной войны полком:
| Выполнено боевых вылетов | Сбито самолётов противника в воздухе |
| ------------------------ | ------------------------------------ |
| 5164                     | 135                                  |

Свои потери:
| Потеряно самолётов, всего | Погибло лётчиков всего |
| ------------------------- | ---------------------- |
| 63                        | 31                     |

## Самолёты на вооружении
| Период      | Самолёты |
| ----------- | -------- |
| 1941 — 1943 | Як-1     |
| 1943 — 1951 | Як-9     |
| 1952 — 1957 | МиГ-15   |
| 1957 — 1960 | МиГ-17   |

## Базирование
| Период               | Самолёты              |
| -------------------- | --------------------- |
| 05.1945 — 07.1945    | Варнемюнде, Германия  |
| 07.1945 — 05.1946    | Виттшток, Германия    |
| 05.1946 — 10.1949    | Пила, Польша          |
| 10.1949 — 10.1951    | Гроссенхайн, Германия |
| 10.1951 — 16.06.1961 | Калинов, Украина.     |